# 제자들선교회
제자들선교회(DFC: Disciples For Christ)는 1992년에 대한민국에서 시작된 개신교 선교단체 중 하나이다. 대한민국 내에 16개 지역, 전 세계에는 8개국에서 사역을 진행하고 있다. 모토는 '하나되어! 더불어! 땅끝까지'이다.

## 역사

### 제자들선교회의 역사

#### 제자들선교회의 태동
1992년에 CCC에서 사역하고 있던 한국인 사역자 45명이 조직 내의 비민주적인 운영에 반발해서 독자적인 단체를 설립하기 결의했다.
1992년 4월 25일에 창립예배를 드렸다.

## 사역 철학
- 하나님을 믿는 믿음의 삶
- 성령안에서 믿음으로 사는 삶
- 예수님을 본받은 봉사의 삶
- 사랑과 공의를 실천하는 삶

## 캠퍼스사역
한국DFC는 대한민국 내에 16개 지역에서 사역을 하고 있다.
- 경인지역: 서울, 수원
- 강원지역: 강릉, 속초, 원주, 춘천, 제천
- 충청지역: 천안, 대전
- 전라지역: 전주, 익산, 군산, 광주,
- 경상지역: 포항, 대구, 부산

## 해외사역
선교사가 파송되어 있는 국가는 다음과 같다.
- 파송선교사: 일본, 필리핀, 미국, 멕시코, 비공개국가 2곳
- 협력선교사: 네팔, 세네갈, 러시아, 비공개국가 2곳

또한 평신도 선교자원자를 훈련하기 위한 기관인 DTI(Disciples Training Institute)를 필리핀과 인도에서 운영하고 있다.